# La Rochefoucauld (Charente)
La Rochefoucauld foi uma comuna francesa na região administrativa da Nova Aquitânia, no departamento de Charente. Estendia-se por uma área de 7,21 km². Em 2010 a comuna tinha 4 132 habitantes (densidade: 573,1 hab./km²).
Em 1 de janeiro de 2019, passou a formar parte da nova comuna de La Rochefoucauld-en-Angoumois.